# 도쿄 글로브좌

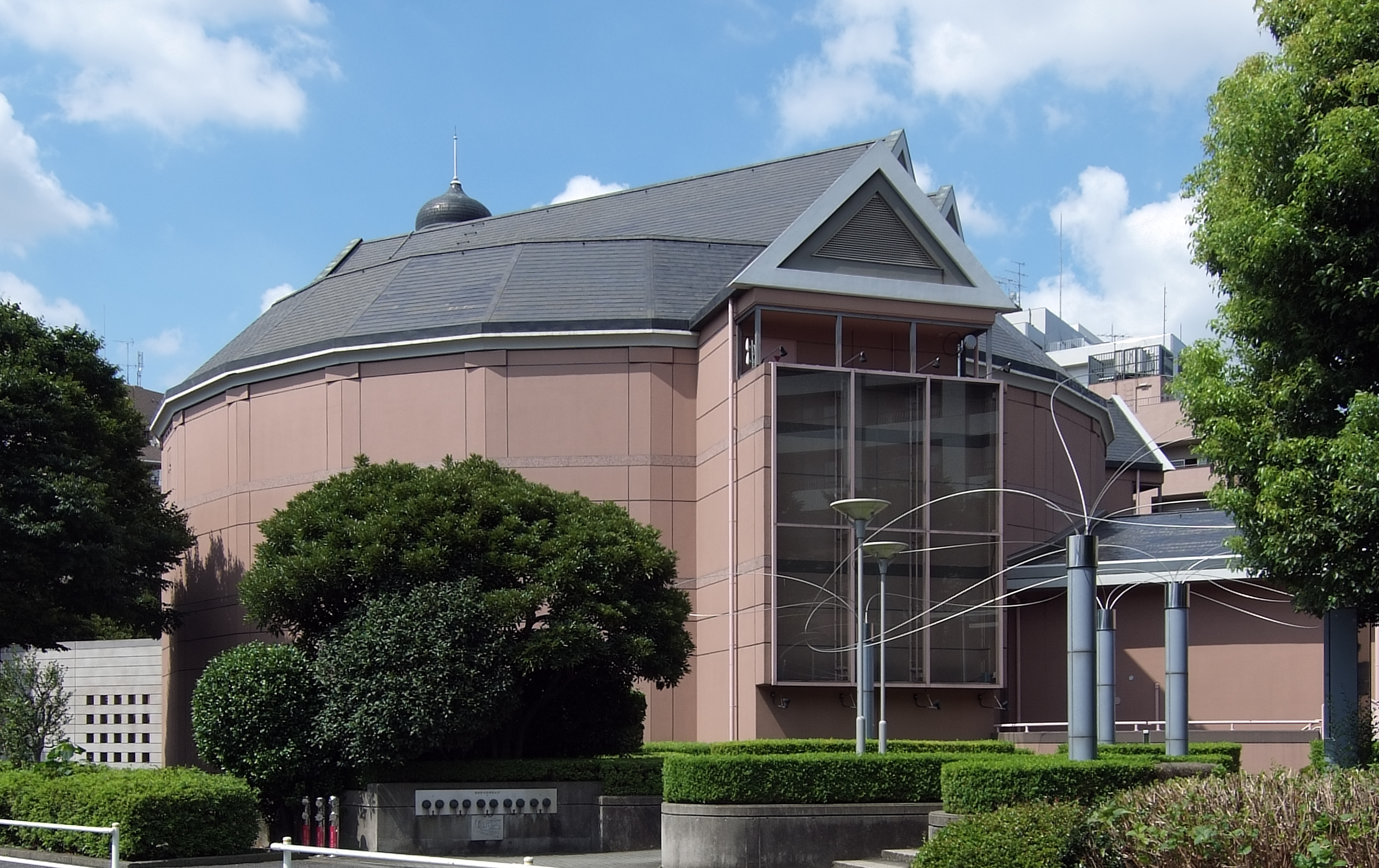
도쿄 글러브좌

도쿄 글로브좌(일본어: 東京グローブ座)는 도쿄도 신주쿠구 하쿠닌 정에 위치한 극장이다. 1988년 4월 개장되었다. 운영은 자니즈 사무소 계열의 주식회사 도쿄 신 글로브 극장에서 하고 있다.
자니즈 사무소 소속의 배우·탤런트 주연의 뮤지컬 공연을 중심으로 그외 연극·뮤지컬 공연도 하고 있다.

## 연혁
- 1988년 4월 8일 개장. 셰익스피어 작품의 상연을 운영 방침으로 해외 극단을 초청하여 공연을 다녀갔다.
- 1989년 1월부터 1996년 6월까지 타카 히로시가 제작, 담당 지배인을 맡았다.
- 2000년 12월 31일부터 2001년 1월 1일에 걸친, 오에 센리의 라이브 공연 "BOYS & GIRLS FOREVER"으로 21세기를 맞이했다.
- 마쓰시타 전기 (현 파나소닉)의 지원으로 "파나소닉 글로브 좌"로 운영했지만 적자가 겹쳐 일시 폐쇄되었다.
- 2002년 자니즈 사무소에 인수되어 2003년 3월 1일 아라시의 첫 주연 영화 《피칸☆☆치 LIFE IS HARD 그래서 HAPPY》를 독점 상영을 하며 재개되었다. 하지만 그 후 한동안 폐쇄되었다가, 다시 재개장되었다.
- 2004년 극장의 시설을 재정비하여, 개장 피로 기념 공연으로 히가시야마 노리유키 주연의 연극 《로미오와 줄리엣》으로 새롭게 리뉴얼 오픈했다.

## 기타
영국 런던의 글로브 극장의 구조를 참고로 당시의 양식을 모방한 돌출 무대를 원통형 객석이 포함되도록 설계되어 있다. 설계는 건축가 이소자키 아라타이다.

## 같이 보기
- 쟈니스 사무소
- 쟈니즈 엔터테인먼트
- 제이 스톰
- 제이 드림